# Rojava
Rojava ([rožava], doslova „Západ“ ve smyslu „západní část Kurdistánu“), plným názvem česky Autonomní správa severní a východní Sýrie (kurdsky Rêveberiya Xweser a Bakur û Rojhilatê Sûriyeyê), je územní součást Sýrie. Až do turecké invaze v říjnu 2019 a následných ujednání Turecka se Spojenými státy a Ruskem byla Rojava do značné míry de facto autonomní region v severní a severovýchodní Sýrii, obydlený převážně Kurdy. Z toho důvodu je Rojava někdy nazývána Syrským Kurdistánem (i co do územní a faktické souvislosti s Iráckým Kurdistánem). Její administrativní a především vojenské struktury byly tureckými vpády od roku 2016 a zvláště v říjnu 2019 vážně narušeny. Fakticky se od roku 2016 jednalo o území fungující nezávisle na centrální syrské vládě, oficiálně však sebe samu považující za autonomní území v rámci Sýrie, které však syrská vláda prezidenta Asada neuznává. Rojava se skládá ze tří samosprávných regionů: Afrínského, Džazírského a Eufratského.
Kurdové obecně považují Rojavu za jednu ze čtyř částí celého Kurdistánu, který podle jejich reprezentantů zahrnuje také části jihovýchodního Turecka (Severní Kurdistán), severního Iráku (Irácký nebo Jižní Kurdistán) a západního Íránu (Východní Kurdistán). Federace Severní Sýrie-Rojava byla vyhlášena 17. března 2016 na konferenci v severosyrském městě Rmeilan poté, co byl dokument schválen představiteli Rojavy v reakci na jejich nepozvání k ženevským mírovým rozhovorům o politickém řešení syrského konfliktu. Vedoucí úlohu sehrála především nejdůležitější ze syrských kurdských politických stran, Sjednocená demokratická strana, ale také členové vojenské organizace Syrské demokratické síly (Syrian Democratic Forces, SDF).
Poté, co v prosinci 2024 opoziční ofenzíva vedla k pádu režimu Bašára Asada a ustavení přechodné vlády, byla situace Kurdů nejistná. Po několika měsících vyjednávání došlo v březnu 2025 k podpisu dohody mezi prozatímním prezidentem Šarou a velitelem SDF Malzúmem Abdíem, která předpokládá zánik rojavské samosprávy a integraci jejích vojenských a civilních institucí do syrského státu. Vláda v Damašku tím má získat kontrolu nad hraničními přechody do Iráku a Turecka, letišti, ropnými a plynovými poli a dalšími strategickými objekty. Syrská vláda také převezme věznice, kde je zadržováno až deset tisíc členů Islámského státu. Dohoda uznává kurdskou menšinu, která tvoří přibližně deset procent populace, jako nedílnou součást syrského státu a zaručuje práva všech Syřanů na zastoupení a účast v politickém procesu. Velitel SDF Abdí označil tuto dohodu za příležitost vybudovat novou Sýrii, která zaručí práva všech občanů a naplní jejich touhy po míru a důstojnosti.

## Geografie
Rojava (Syrský Kurdistán) leží na západ od řeky Tigris podél hranice Sýrie a Turecka. Původně se skládala ze tří územně nesousedících kantonů (Afrín, Džazíra a Kobani). Všechny kantony jsou převážně nížinné. Kurdové tedy do vzniku občanské války obývali asi 9 % celkové rozlohy Sýrie.

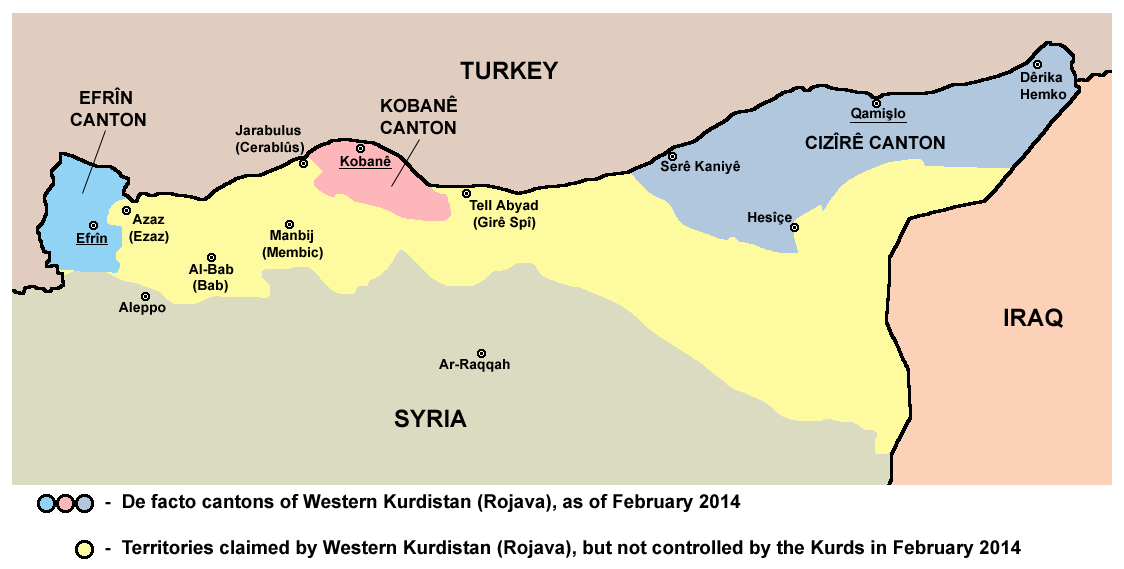
Původní tři kurdské kantony a poloha syrského Kurdistánu

V roce 2016 tvořila celá rozloha tohoto útvaru (včetně území ovládaných arabskými, asyrskými nebo jinými milicemi) až 14 % rozlohy Sýrie. Přesnou rozlohu je však kvůli neustále probíhajícím bojovým operacím těžké určit. Nově osvobozené oblasti by se však na základě volby mohly stát součástí kurdské federace; na druhou stranu mohou být určité oblasti pro ni ztraceny. V březnu 2016 ovládaly vojenské jednotky SDF nepřetržitý pás hranice s Tureckem (hlavně propojené kantony Džazíra a Kobani a další oblasti), oblast v okolí města Afrín (západní Sýrie – hranice s Tureckem) a kurdskou čtvrť města Aleppo (Šejk Maskud). Plánem bylo všechny tyto části propojit. Syrská arabská republika na místě nově vzniklé federace vytyčuje části guvernorátů Aleppo, Rakka a Hasaka.

## Demografie
Většina obyvatel Rojavy jsou Kurdové. V kantonu Jazira lze také najít osady osídlené Araby a Asyřany. V regionu žijí také Jezídové, Arméni a Turci (Turkmeni).

### Náboženství
Většina etnických Kurdů a Arabů v Rojavě vyznává sunnitský islám, zatímco etničtí Asyřané jsou většinou syrští pravoslavní, chaldejští katolíci nebo syrští katolíci. Nacházejí se zde i vyznavači ostatních náboženství, jako je zoroastrismus a jezídismus, a ateisté.

## Politika

Trikolóra Hnutí za demokraticku společnost je běžně užívána mezi syrskými Kurdy

V Rojavě byla prosazována myšlenka demokratického konfederalismu inspirovaná myšlenkami anarchisty a sociálního ekologa Murraye Bookchina a vůdce Strany kurdských pracujících Abdullaha Öcalana. Původní politické vedení, Kurdský nejvyšší výbor (2012–2015), kladl důraz na kurdskou identitu. Nyní vládnoucí koalice Hnutí za demokraticku společnost (kurdsky Tevgera Civaka Demokratîk, TEV-DEM) v čele se Sjednocenou demokratickou stranou směřuje k výrazně inkluzivní polyetnické struktuře a prosazuje demokratický konfederalismus. Politické prostředí Rojavy bylo založeno na komunalismu, přímé participativní demokracii, libertariánském municipalismu a eko-socialismu. V Rojavě je také vidět snaha o rovnost mužů a žen, která je v této části světa bezpříkladná.
Politický systém Rojavy byl založen na ústavě, která se jmenuje „Charta společenské smlouvy“ ratifikované 9. ledna 2014. Společenská smlouva zajišťuje všem obyvatelům Rojavy mj. rovnost pohlaví, svobodu vyznání a právo na majetek.
12. prosince 2024 se samospráva rozhodla vyvěsit na všech veřejných budovách syrskou vlajku, používanou syrskou opozicí.

## Administrativní dělení

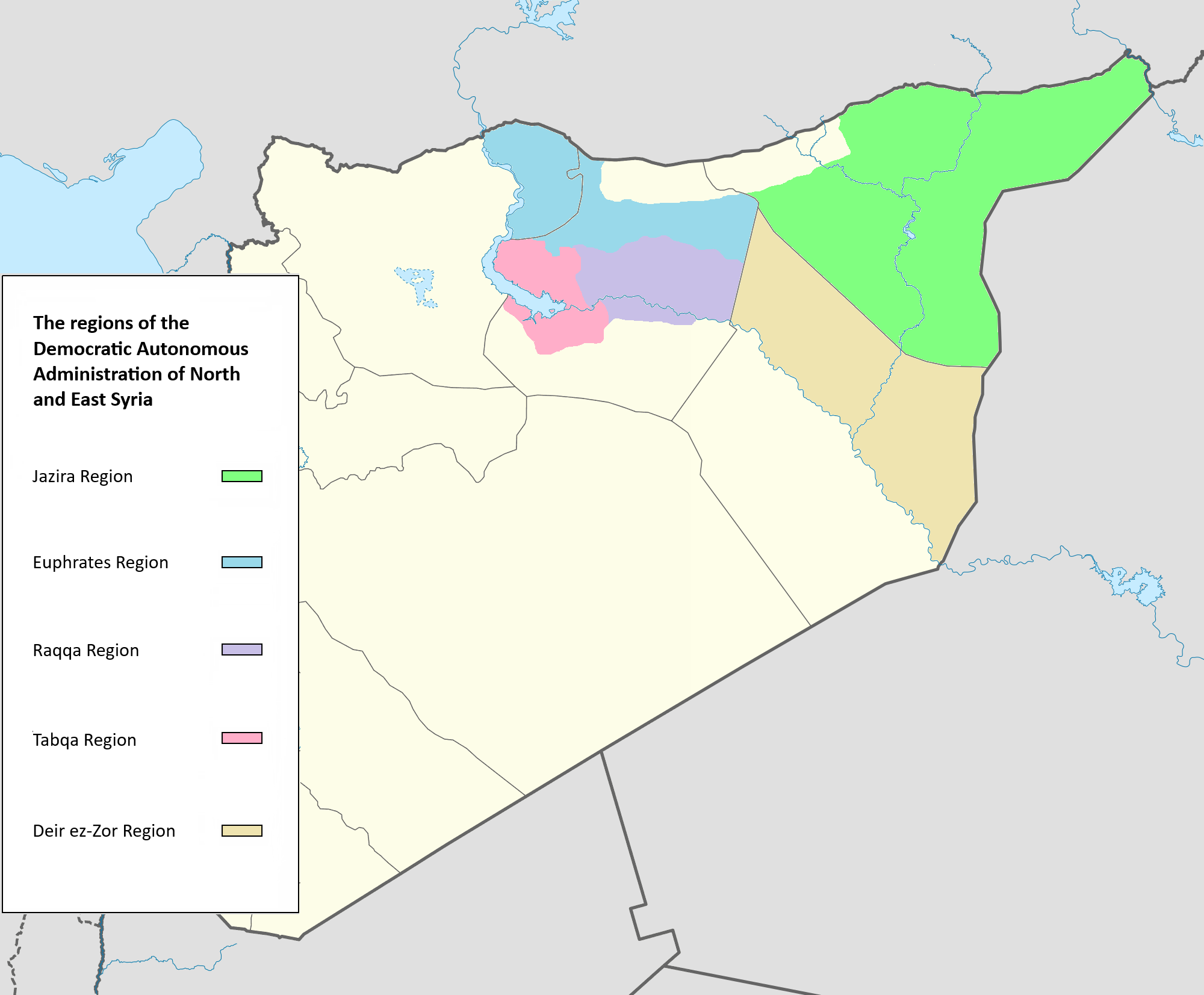
Regiony Rojavy: Afrínský (žlutá a hnědá), Eufratský (fialová a červená), Džazírský (zelená) a oblasti kontrolované Syrskými demokratickými sílami, které nejsou součástí žádného regionu (modrá)

V nově vzniklé federaci by si měla být všechna etnika rovna. Údajně mělo být území rozděleno do pěti regionů, které měly mít následující počet zástupců:
- Region Džazíra (Cizîrê‎) – 15
- Region Afrín – 5
- Region Kobani – 4
- Region Severní Aleppo – 4
- Region Tell Abyad (Girê Spî) – 3

Celkem by se tedy jednalo o 31 zástupců. Hlavním městem by se podle odhadů mělo stát Kámišlí.
Formálně se Rojava skládá ze tří samosprávných regionů: Afrínský region, Eufratský region a Džazírský region.

## Ekonomika
70 % vládních výdajů šlo na obranu a bezpečnost. V regionu se neplatily žádné daně. Státní finance se získávaly z celních poplatků a prodeje ropy či dalších přírodních zdrojů. V regionu byla podporována komunitní družstva, která lidem slouží pro jejich vlastní potřeby a navíc zajišťují zaměstnanost. Ceny určují a kontrolují demokratické komise v každém z kantonů. Tyto komise mohou nastavit cenu spotřebního zboží jako je jídlo a zdravotnické potřeby. Tento systém může být také použit pro řízení produkce. Například může zvýšit produkci pšenice a udržet tak nízké ceny pro potraviny. V současnosti[kdy?] vláda hledá zahraniční investory, aby mohla postavit elektrárnu a továrnu na výrobu umělých hnojiv.

## Vzdělávání

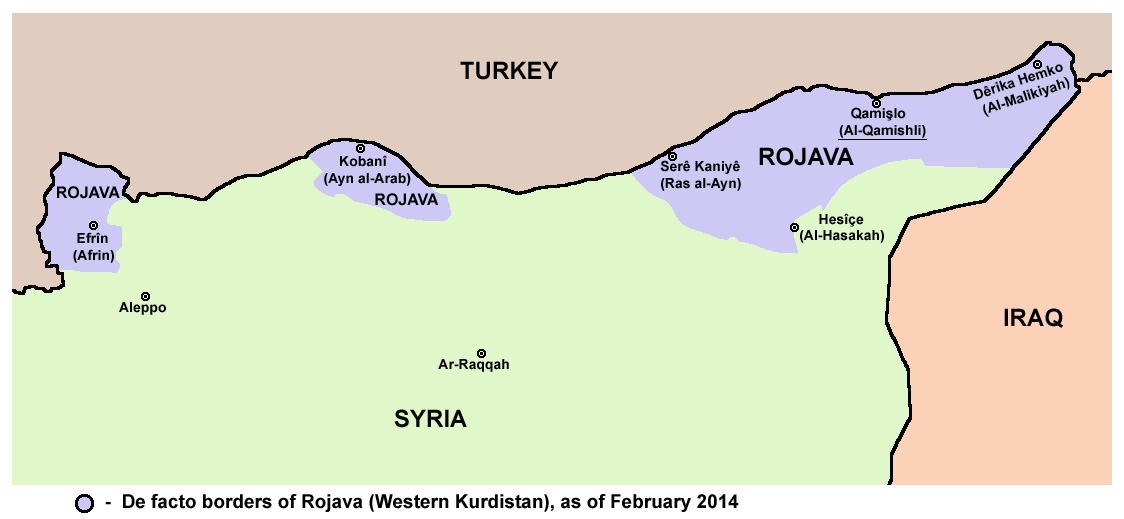
Rojava, 2014

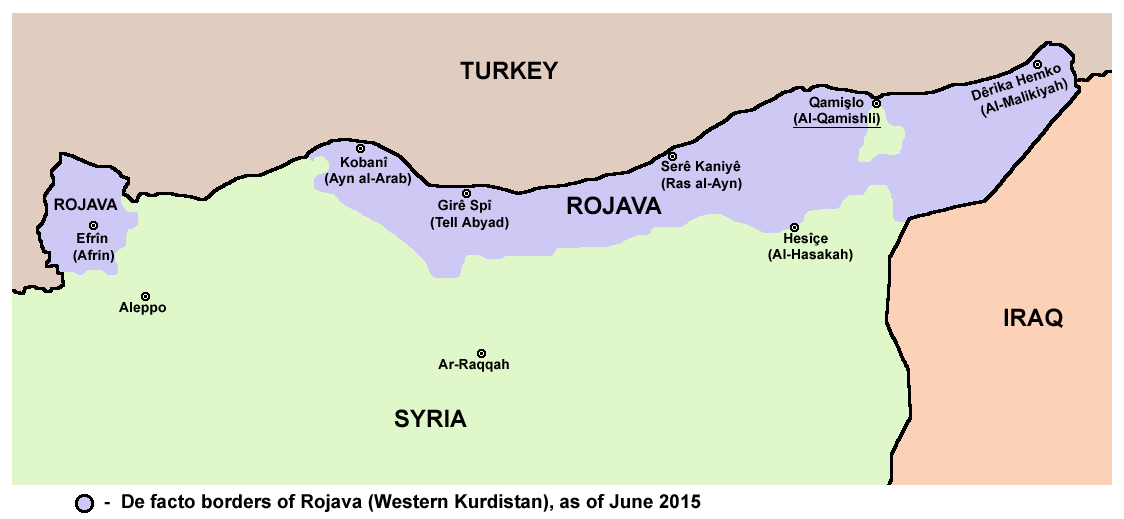
Rojava, 2015

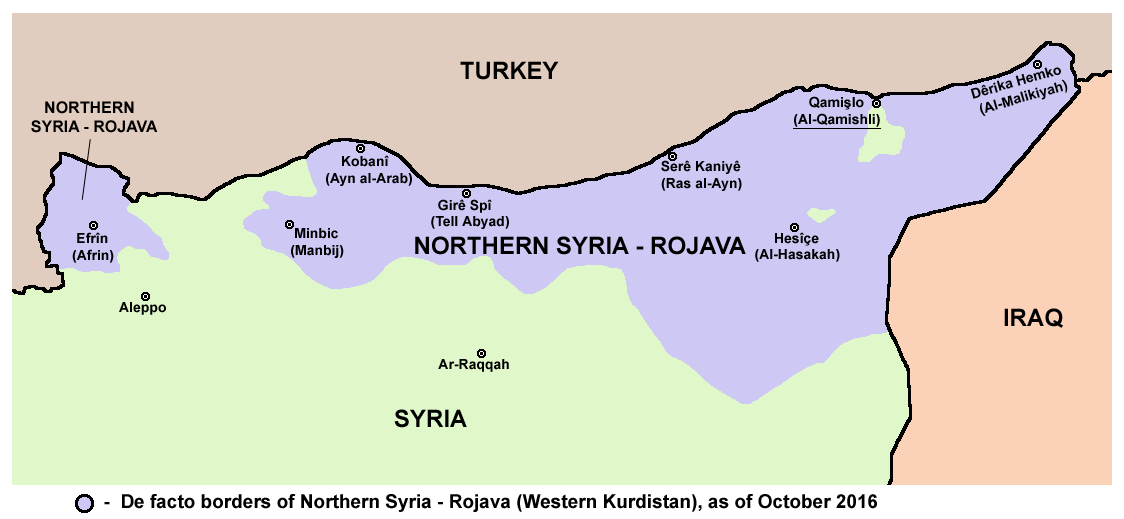
Rojava, 2016

Na začátku syrské občanské války se na území Rojavy žádné instituce typu vysoké školy neexistovaly, několik takových institucí bylo od té doby založeno Rojavskou správou.
- V září 2014 začala vyučovat Mezopotámská akademie sociálních studií v Kámišlí.[15][7]
- V červenci 2016 byla založena Rojavská univerzita v Kámišlí.[16][17]

## Média
De facto ústava z roku 2014 v článku 24 garantovala svobodu projevu s možným omezením pro zachování „bezpečnosti Autonomních regionů, veřejné bezpečnosti a pořádku, integrity jedince, nedotknutelnosti soukromého života nebo při prevenci a stíhání trestných činů.“
Podle neziskové organizace Freedom House byla v roce 2013 založena vládní organizace Svaz svobodných médií (YRA), u které se musela všechna zpravodajská média v kurdských kantonech registrovat. V Rojavě od začátku občanské války vzniklo mnoho místních médií, většina z nichž (a všechny televizní stanice) byla spojena s nějakou politickou stranou.
Reportéři bez hranic v květnu 2014 vydali report o uvěznění, výsleších a výhrůžkách proti několika novinářům z televizních stanic iráckého Kurdistánu Rudaw a Zagros TV. Všichni zadržení byli po krátké době propuštěni.
V roce 2015 zastavili úředníci Sjednocené demokratické strany vysílání televize Rudaw spojené s Kurdskou demokratickou stranou Iráku a Orient TV vlastněnou syrským podnikatelem Ghassanem Aboudem. V obou případech je důvodem údajné podněcování k násilí a šíření falešných zpráv.
Zahraniční novináři mohli podle Freedom House během let 2014 a 2015 v Rojavě pracovat výrazně volněji než v jiných částech Sýrie, zvláště těch ovládaných syrskou vládou nebo organizací Islámský stát. Z působení zahraničních novinářů v Rojavě vzniklo několik dokumentárních filmů:
- Rojava: Syria's Secret Revolution (Rojava: Tajná revoluce Sýrie, 2014, BBC, epizoda série Our world)
- Her War: Women vs. ISIS (Její válka: Ženy vs. ISIS, 2016, RT)

## Mezinárodní uznání
Federace nebyla uznána žádným státem OSN. Syrská vláda ji odmítá jako nelegální, ale až do října 2019 nepodnikala proti ní žádné kroky. Proti federalizaci Sýrie se vyjádřila také syrská opozice. Nebylo zcela jasné, zda mají Kurdové v plánu zůstat součástí Sýrie, nebo později vyhlásit samostatnost. Nicméně de facto ústava Rojavy z roku 2014 uznávala územní celistvost Sýrie a Autonomní region zmiňuje jako její součást.

## Turecká okupace

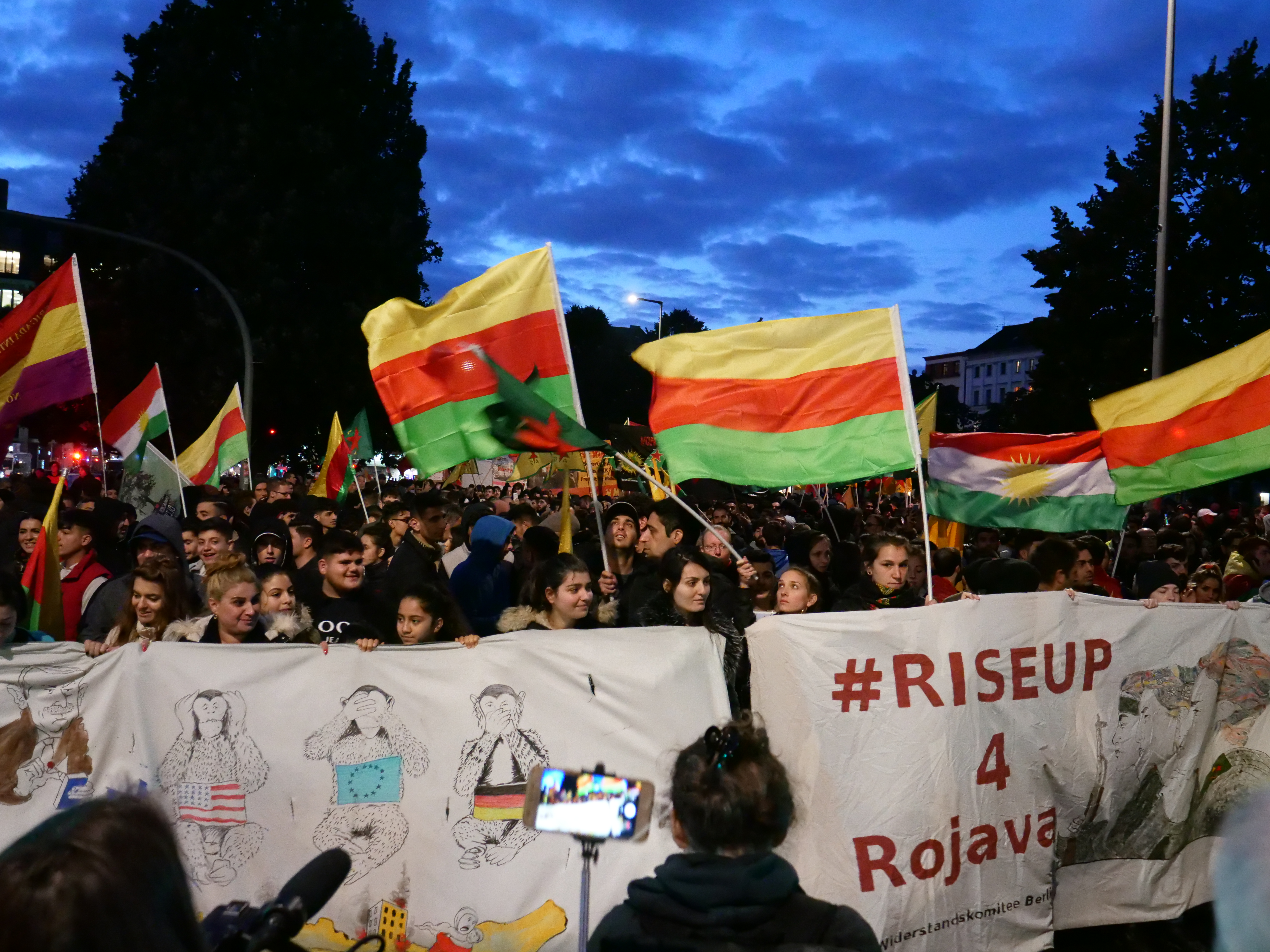
Protest v Berlíně proti turecké invazi v říjnu 2019

V roce 2018 byla většina Afrínu dobyta tureckými silami v operaci Olivová ratolest. Afrínský kanton byl okupován zatímco tamější jednotky SDF, civilní úřady a části populace ustoupily do kantonu Šahba, který byl pod ochranou syrské vlády.
V roce 2019 turecký prezident Erdoğan měsíce varoval, že přítomnost YPG na tureckých hranicích je pro něj nepřípustná – YPG považuje za teroristy. Jeden ze západních zpravodajů došel k závěru, že „nebylo nic překvapivého“ na tureckém útoku z 9. října 2019 na části Rojavy (guvernoráty Aleppo, Hasaka a Rakka) hned po tom, co Spojené státy z území téměř úplně stáhly své nepočetné vojenské jednotky (asi 2000 vojáků).